# Davallia alexandri
Davallia alexandri là một loài dương xỉ trong họ Davalliaceae. Loài này được Hillebr. mô tả khoa học đầu tiên năm 1873.
Danh pháp khoa học của loài này chưa được làm sáng tỏ. 